# Chandrás (Orestiáda)
Chandrás (grec moderne : Χανδράς) est une localité située dans le dème d'Orestiáda, dans le district régional d'Évros, dans la périphérie de Macédoine-Orientale-et-Thrace, en Grèce.
La localité appartient au district municipal d'Orestiáda et constitue l'une des communautés municipales. Selon le recensement de 2021, elle compte 109 habitants.